# Arūnas Vaškevičius
Arūnas Vaškevičius (* 3. August 1973 in Druskininkai, Sowjetunion) ist ein ehemaliger litauischer Handballspieler. Er ist 1,93 m groß.
Vaškevičius spielte zuletzt für den Schweizer Verein Pfadi Winterthur und für die litauische Nationalmannschaft als Handballtorwart.
Arūnas Vaškevičius begann in seiner Heimatstadt mit dem Handballspiel; später kam er ins Jugendinternat von Granitas Kaunas, wo er auch in der ersten litauischen Liga debütierte. Sein Team gewann seit dem Bestehen einer eigenständigen litauischen Liga jedes Jahr die Meisterschaft; deshalb suchte Vaškevičius 1999 eine neue Herausforderung und wechselte zu Dunaferr SE in die ungarische Liga. Dort gewann er 2000 die ungarische Meisterschaft sowie den ungarischen Pokal und stand im Finale des Europapokals der Pokalsieger. 2001 verließ er Duanferr aber auch schon in Richtung Österreich, wo er sich A1 Bregenz anschloss. Mit den Männern vom Bodensee gewann er 2002, 2004 und 2005 die österreichische Meisterschaft sowie 2002 und 2003 den österreichischen Pokal. 2005 wechselte er in die deutsche Handball-Bundesliga zum Aufsteiger 1. SV Concordia Delitzsch, stieg mit diesem aber gleich wieder ab, woraufhin er zum diesmaligen Aufsteiger Eintracht Hildesheim ging. Auch mit den Hildesheimern stieg er gleich wieder ab, blieb dem Verein aber noch ein Jahr in der zweiten Liga erhalten. 2008 konnte er sich mit den Domstädtern nicht auf eine Vertragsverlängerung einigen, weshalb Vaškevičius beim Schweizer Meister ZMC Amicitia Zürich anheuerte. Mit Amicitia Zürich gewann er 2009 die Meisterschaft und den SHV-Cup. 2011 wechselte er zum Ligarivalen Kadetten Schaffhausen, mit dem er 2012 und 2014 die Meisterschaft sowie 2014 den SHV-Cup gewann. Im Januar 2013 wurde er zum litauischen Handballer des Jahres 2012 gekürt, für das Jahr 2014 erhielt er diese Auszeichnung erneut. Im Sommer 2014 schloss er sich Pfadi Winterthur an. Nach der Saison 2017/18 beendete er seine Karriere.
Arūnas Vaškevičius bestritt 180 Länderspiele für die litauische Nationalmannschaft. Für sein Land nahm er an der Handball-Weltmeisterschaft der Männer 1997 und der Handball-Europameisterschaft 1998 teil.